# 거첨도
인천광역시 서구 오류동 해안에 위치한 거첨도 또는 거참도(巨懺島)는 지금은 매립되어 육지화된 섬이다. 경인아라뱃길 서해관문으로부터 서북방향으로 약1km 직선거리에 위치한다. 현재 주소는 인천광역시 서구 오류동 1469-15 번지이다.
세어도(細於島) 선착장과의 거리는 직선상으로 약 2.8km이다. 과거 조선시대에는 인천 내륙인 백석산으로부터 검단 앞바다의 갯벌을 지나 약5km전후하는 뱃길거리에 위치해 있었다.

## 거참도
한편 기록에는 거첨도는 거참도로도 표기된다. 경서동의 서단 금산에서 서쪽 4km, 썰물 때 드러나는 갯벌의 맨 끝이었다. 섬의 바로 등 뒤(서쪽)는 밀물때나 썰물때나 바닷물이 머무는 큰갯골이있었다. 사도 (蛇島)처럼 썰물때 뭍에서걸어나갈수 있었다.

## 같이 보기
- 매도
- 축곶산
- 수도권 매립지